# 伍德伯里名牌折扣购物中心

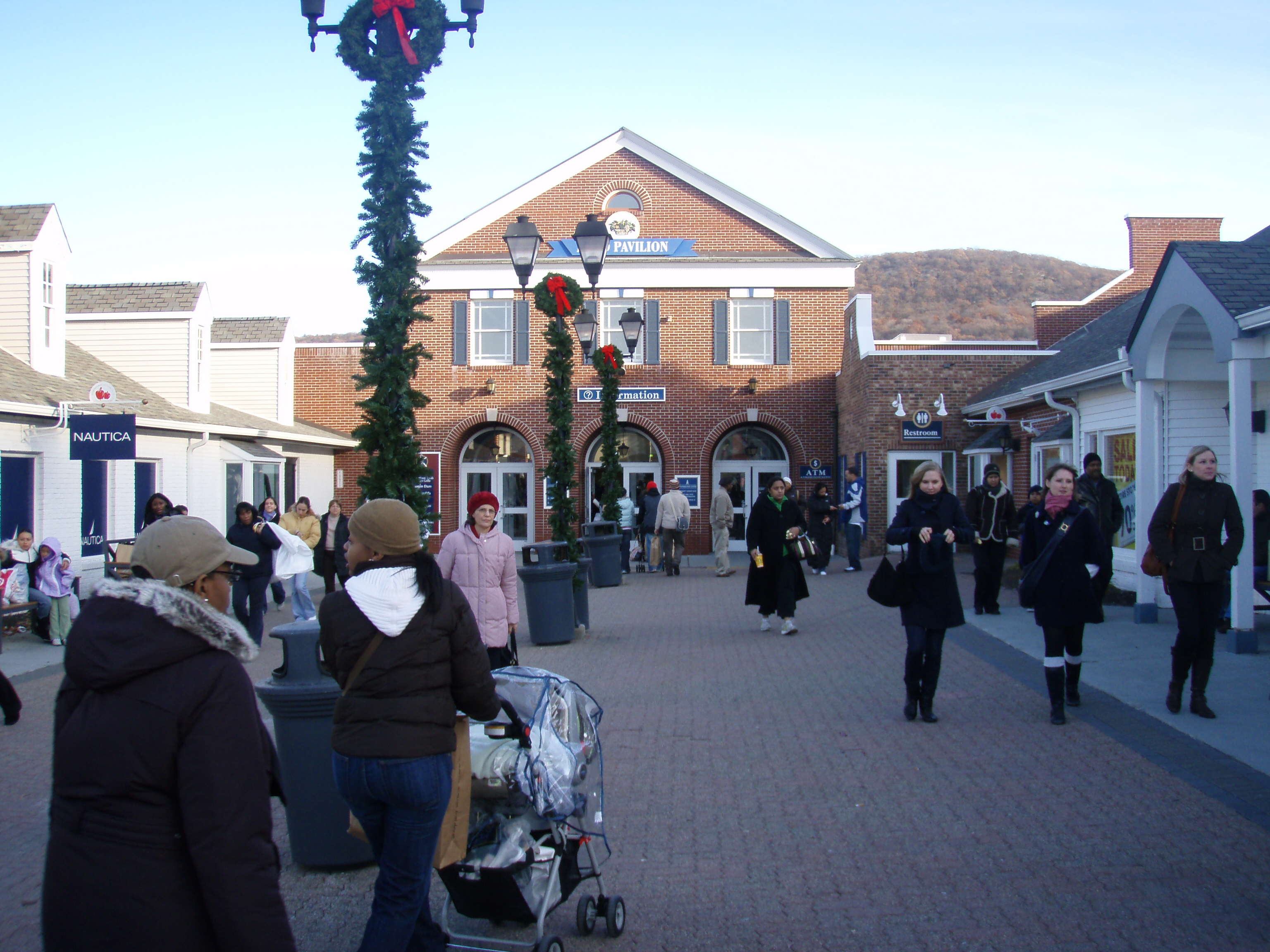
伍德伯里奥特莱斯步行街

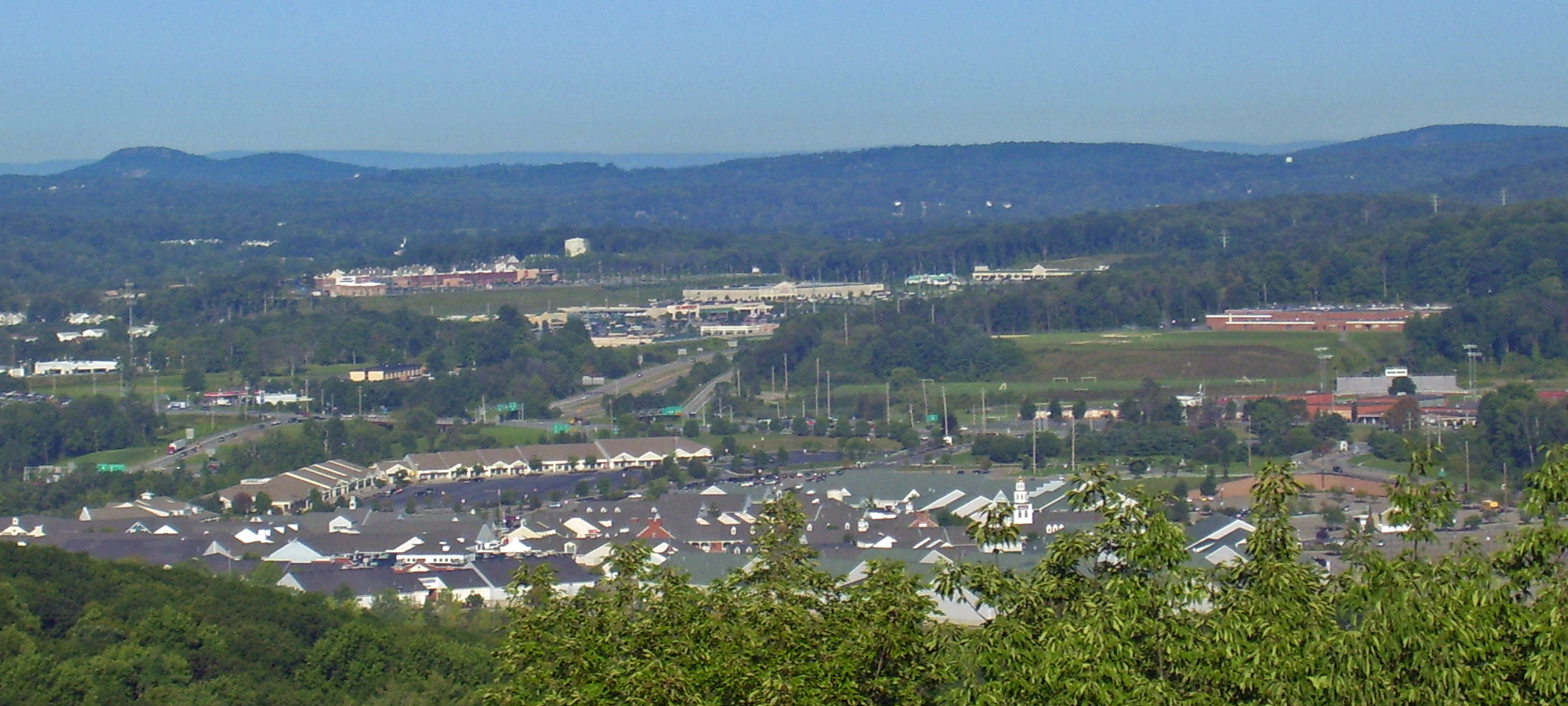
从美国6号国道纽约州段俯瞰购物中心

伍德伯里名牌折扣购物中心（英語：Woodbury Common Premium Outlets，又名伍德伯里奥特莱斯或纽约奥特莱斯）是一座位于纽约州中央山谷的奥特莱斯购物中心。购物中心为西蒙地产集团旗下的名牌折扣购物中心品牌所拥有，并以购物中心所在县市为名。购物中心于1985年开业，并分别于1993年和1998年扩建。如今的伍德伯里奥特莱斯总占地面积超过72,000平方米，共有220家零售店，是世界上最大的畅货中心。由于购物中心面积大，其地图按主营业务用不同颜色标注不同区域。周末客流量大时，商场班堵车往返于停车场和购物中心。
由于购物中心靠近纽约市，伍德伯里奥特莱斯也被称作纽约奥特莱斯，是外国游客来纽约旅游的重要景点之一。近年来，来自中国的游客数量依旧超过日本旅客，成为光顾购物中心最多的外国旅客。
从纽约市有前往购物中心当日往返的旅游大巴和摆渡车，购物中心也有翻译、货币兑换及外国邮递服务。购物中心广播除了英语以外，还以普通话、日语、西班牙语、法语和葡萄牙語进行播报。

## 当地经济效益
奧蘭治縣在其官方公告中，将伍德伯里购物中心称为该县的摇钱树。即便是纽约州最近削减营业税后，购物中心售卖的服装及鞋类商品的营业税也是该县重要收入之一。购物中心也在当地物業稅中贡献了很大一部分。

## 地点
购物中心位于32号纽约州州道上，17号纽约州州道北侧，纽约州高速公路(87號州際公路)16号出口旁。在周末，摆渡车往返于购物中心和临近的哈里曼站，该站可乘坐大都會北方鐵路杰维斯港线。

## 交通
购物中心为该县带来大量税收的同时，也带来了巨大的交通拥堵，尤其是在各大重要的购物季。2001年的黑色星期五因交通拥堵被载入史册，当天不仅仅通往伍德伯里的高速公路拥堵，当地小路也堵成一团。有些人在购物中心内的道路上被围困长达几个小时。伍德伯里镇政府及居民对此及其失望，指责纽约州警察局、名牌折扣购物中心及西蒙地产集团对此反应过慢，希望他们改善交通拥堵状况。接下来的亡兵紀念日时，纽约州警察、伍德伯里警察及购物中心管理一起在指挥中心一起对交通进行疏导。
然而，2006年劳动节周末，交通拥堵再次创下新高，恶劣天气加上返校特卖使得道路再次拥堵不堪。美国6号国道上的汽车一辆接一辆排成长龙，一直排到帕利塞兹州际公路。高速公路上向北排队24公里，一直排到纽堡。警察局要求州政府为32号州道南行方向建造新的出入口，方便车辆上高速。据报道，在纽约交通部的促进下，该匝道的设计和修建进度大大加快。
购物中心不仅为当地居民带来交通不便，同时也带来不小的环境污染。购物中心位于“中央山谷”地区狭长的谷地一端，汽车尾气带来的空气污染不易散去。除此以外，伍德伯里居民认为购物中心只为城镇带来犯罪率、交通和污染。
2007年的黑色星期五，伍德伯里奥特莱斯第二次进行年度午夜狂欢购物节，吸引大量顾客前往，当日交通拥堵滞留路段最严重时长达10英里（16）。

## 扩建计划
2011年，购物中心宣布斥资一亿美元进行扩建，为购物中心新建三层停车楼，增加60,000平方英尺（5,600平方）零售商店，新的商店立面，改善购物中心交通状况。据统计，扩建项目新增400个建筑相关岗位，新的商店带来350-400个就业机会。扩建计划与高速改造同时进行，预期三年完工。停车楼于2015年8月完工并投入使用，停车楼内装有车位检测系统，通过天花板上的红绿灯指示该车位是否被占用，方便駕駛人寻找空闲停车位，或者前往其他层，減少為了尋找停車位浪費的時間，並改善出入交通。